# Castello di Saciletto
Das Castello di Saciletto ist eine Burg in Saciletto, einem Ortsteil von Ruda in der italienischen Region Friaul-Julisch Venetien, die im 20. Jahrhundert zu einem Wohnkomplex umgebaut wurde. Sie liegt in der Via Guglielmo Marconi.

## Geschichte
Seit 1263 ist an dieser Stelle ein befestigtes Gebäude dokumentiert, das Castrum Zazilet. 1303 kaufte es der Patriarch von Aquileia, Ottobuono di Razzi, um Ziele in der friaulischen Ebene der Grafen von Görz zu bestreiten; letztere griffen die Burg an und zerstörten sie 1309. Nach fast zwei Jahrhunderten der Vernachlässigung kaufte Bernardino di Floriano Antonini das Gebäude am 16. Mai 1491 von der Republik Venedig und ließ es angesichts der veränderten Bedingungen in ein Wohngebäude umbauen. Anfang des 20. Jahrhunderts ließ Enrico Paolo Salem, der das Gebäude 1923 erworben hatte, den Kern der Anlage vollständig in romanischer Art umbauen. Heute ist es vollständig von Volpato restauriert und dient als privates Wohnhaus.

## Beschreibung
Der Gebäudekomplex besteht aus der Villa (die umgebaute Burg), der Familienkapelle, die dem Heiligen Antonius geweiht ist, und landwirtschaftlichen Nebengebäuden. Ein großer Landschaftsgarten mit hohen Sträuchern und Bäumen von verschiedener, raffinierter Arten entfaltet sich im Inneren der neugotischen Einfriedung, die auch das Hauptgebäude mit einschließt. Das Herrenhaus, das stark von der früheren Festungsanlage beeinflusst wurde, zeigt sich als kleiner Palast: Ein Turmelement kennzeichnet seinen Mittelteil und an einer der Innenfassaden ist eine Sonnenuhr angebracht.
Die Familienkapelle wurde Ende des 17. oder Anfang des 18. Jahrhunderts errichtet. Sie hat einen unregelmäßig-polygonalen Grundriss.